# Hormona alliberadora de corticotropina
L'hormona alliberadora de corticotropina (CRH), originalment anomenada factor alliberador de corticotropina (CRF), i també corticoliberina, és una hormona polipeptídica i un neurotransmissors implicats en la resposta a l'estrès.
L'hormona alliberadora de corticotropina (CRH) és un pèptid de 41 aminoàcids derivats d'un preprohormona de 191 aminoàcids. CRH és secretada pel nucli paraventricular de l'hipotàlem en resposta a l'estrès. Una marcada reducció de la CRH s'ha observat en associació amb la malaltia d'Alzheimer, i la deficiència de corticotropina hipotalàmica autosòmica recessiva té múltiples i potencialment fatals conseqüències metabòliques com la hipoglucèmia i l'hepatitis. A més de ser produïda en l'hipotàlem, la CRH també se sintetitza en els teixits perifèrics, com ara els limfòcits T, i està altament expressada a la placenta. En la placenta, la CRH és un marcador que determina la durada de l'embaràs i el moment del part. Un ràpid augment dels nivells circulants de CRH es produeix en l'inici del part, el que suggereix que, a més de les seves funcions metabòliques, la CRH pot actuar com un disparador per al part.
1. 1 2 3  GRCh38: Ensembl release 89: ENSG00000147571 - Ensembl, May 2017
2. 1 2 3  GRCm38: Ensembl release 89: ENSMUSG00000049796 – Ensembl, May 2017
3. ↑  «Human PubMed Reference:». National Center for Biotechnology Information, U.S. National Library of Medicine.
4. ↑  «Mouse PubMed Reference:». National Center for Biotechnology Information, U.S. National Library of Medicine.